# Roode Steen 15
Roode Steen 15 is een gebouw in Hoorn in de Nederlandse provincie Noord-Holland.Het pand ligt aan de Roode Steen, een plein in de historische binnenstad van Hoorn, bij het begin van de winkelstraat Grote Noord.Ter linkerzijde (zuidelijk) ligt het pand Roode Steen 16.

## Situtie
Sinds 1965 is Roode Steen 15 beschermd als rijksmonument (22571). De beschrijving in het Monumentenregister luidt: "Vijf traveeën breed sober pand met rechte kroonlijst en dakkapel". De voorgevel is gerend ten opzichte van het pand, hierdoor lijkt ook het dak scheef op het pand te staan (zie foto). 
Ter linkerzijde (zuidelijk) staat het pand Roode Steen 16, dat sinds 1994 deel uitmaakt van het Westfries Museum.
Ter rechterzijde (noordwestelijk) staat (naast Roode Steen 14) een poort uit 1871, bekend als het Burgemeesterspoortje, dat ook een rijksmonument (517452) is. Deze poort werd door W.C.J. de Vicq gebouwd, omdat hij vanaf de Roode Steen zijn achtertuin wilde kunnen bereiken.

## Geschiedenis
Het pand werd omstreeks 1893 bewoond door Willem C.J. de Vicq. Hij was burgemeester van Hoorn en gebruikte de woning als burgemeesterswoning. Zijn vrouw, Henrica Maria Carbasius, legateerde de woning in 1907 aan de gemeente Hoorn, met als voorwaarde dat het pand uitsluitend maatschappelijke functies zou krijgen. Tijdens de Tweede Wereldoorlog gebruikte de Landwacht het pand. Deze liet het pand in slechte staat achter. Na de oorlog nam de Distributiedienst intrek in het pand. Omdat deze minder nodig werd, kwam in 1949 ook de Stichting voor Geestelijke Volksgezondheid op de bovenverdieping erbij, zij hielden een Medisch Opvoedkundig Bureau. Pas in 1950 werd door de gemeenteraad beslist om de woning niet langer als burgemeesterswoning aan te stellen. De functie werd overgenomen door het pand Korenmarkt 14. In de jaren 80 kwamen de Rozenkruisers in het pand. Zij kregen het uiteindelijk in zijn geheel in gebruik. In februari 2016 werden bij de restauratie van het pand de persiennes teruggehangen. Sinds 2022 wordt er in het pand gewerkt, waaronder ook archeologisch onderzoek, zodat het in de toekomst bij het Westfries Museum getrokken kan worden.

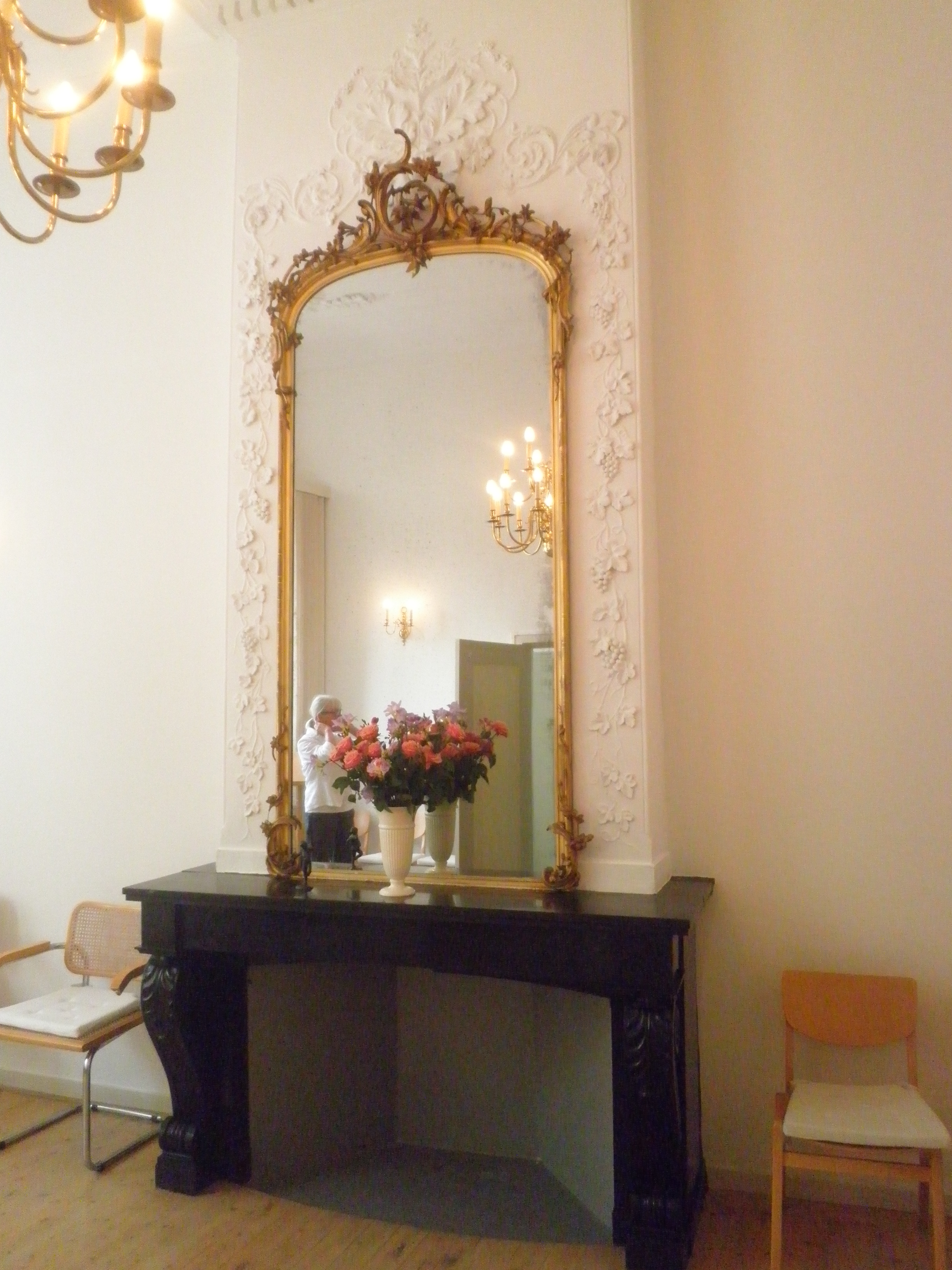
Schoorsteenmantel in het huis
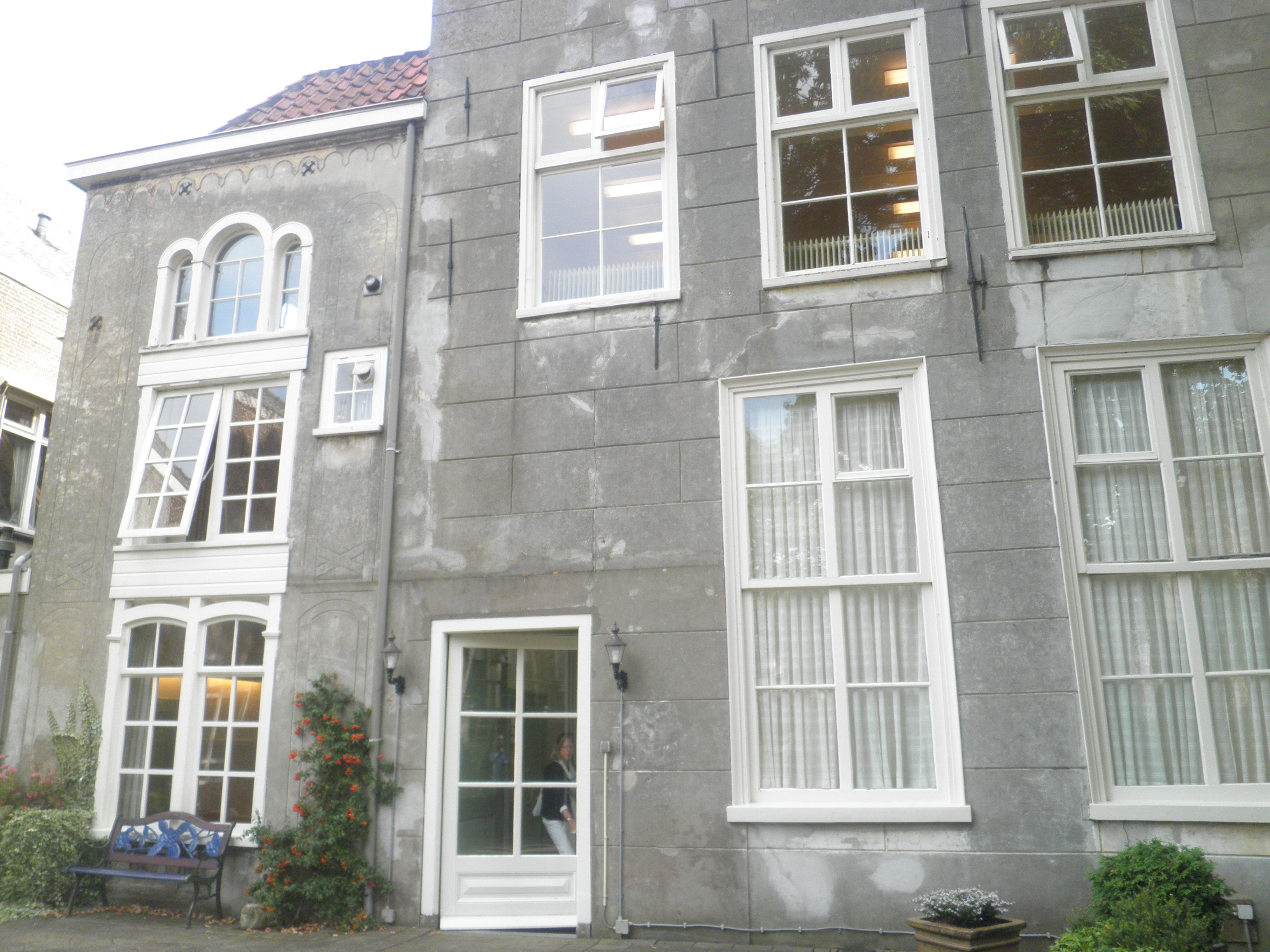
De achterzijde van Roode Steen 15
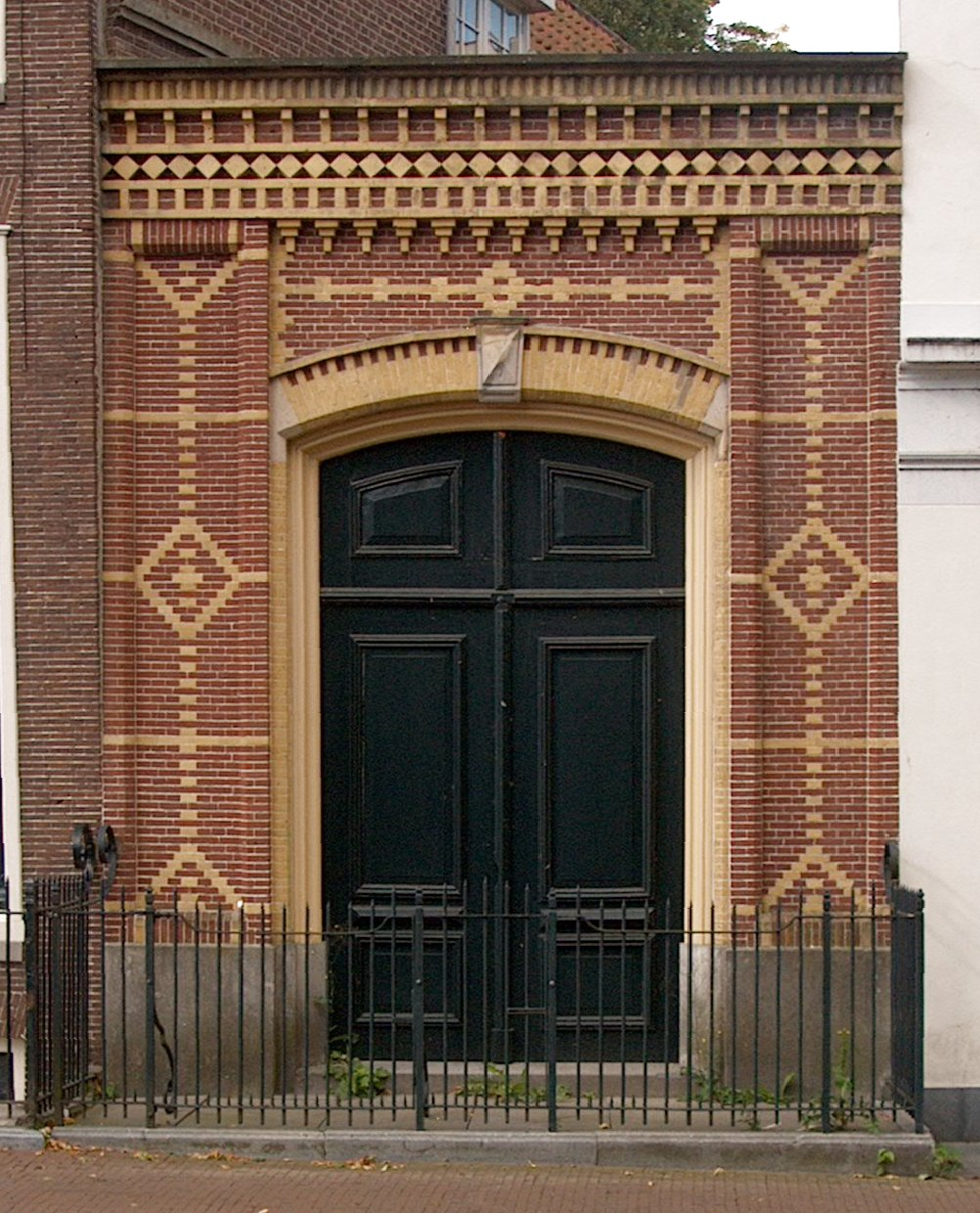
Het burgemeesterspoortje